# Site de clivage
La zone ou site de clivage est - pour une protéine (HA) immunogène de surface du virus de la grippe A (dont fait partie le virus de la grippe aviaire) - le lieu d'une séquence d'acides aminés jugée déterminante pour l'expression de la pathogénicité du virus. 
Les virologues tentent donc de suivre les mutations qui affectent ce site pour sélectionner les souches vaccinales ou mesurer le risque épidémiologique ou éco-épidémiologique présenté par un virus grippal A séquencé.
On dit que le profil du virus est de type « Hautement pathogène » quand on y retrouve une suite déjà trouvée chez des virus très pathogènes. Si la séquence est identique à celle de virus qu'on sait être peu virulents et peu dangereux, le type est dit « faiblement pathogène ». 